# Live While We’re Young
«Live While We’re Young» — песня британского бой-бенда One Direction, первый трек и лид-сингл с их второго альбома Take Me Home (2012).

## История создания песни
Эту песню со второго альбома написали те же сонграйтеры Сейван Котеча, Рами Якуб и Карл Франк, что были авторами первых двух американских синглов группы — «What Makes You Beautiful» и «One Thing».
Пресс-релиз сообщает, что песня является «поп-совершенством» и что это «прямая, энергичная песня, смешивающая ро́ковые тона с гладкими гармониями, о жизни настоящим моментом».

## Съёмки клипа
Видеоклип был снят 23 и 24 августа 2012 года в графстве Кент (в юго-восточной Англии). Съемки проходили в поле. Те два дня, когда снимались видео, были необычно холодными.

## Релиз
Сингл вышел 30 сентября 2013 года.
В магазине iTunes Store песню можно было предварительно заказать с полуночи 24 августа 2013 года. Это был самый быстро предзаказываемый сингл в истории этого магазина. Он возглавил чарты предзаказа на iTunes в 40 странах, включая Великобританию, Австралию, Францию и Испанию.
20 сентября в Интернете случилась утечка — была кем-то выложена низкокачественная версия видеоклипа к песне. Из-за этого Syco Music и Columbia поторопились с релизом — выпустили сингл на 4 дня раньше, чем планировали.
На YouTube видеоклип к песне «Live While We’re Young» тогда побил рекорд всех времён по просмотрам в первые 24 часа — с 8,24 млн. просмотров против 8 миллионов предыдущего рекордсмена Джастина Бибера с клипом «Boyfriend». Правда, через месяц Джастин Бибер отнял у ребят рекорд обратно — когда его клип «Beauty and a Beat» в первые 24 часа просмотрели 10,6 миллионов раз.
В США песня дебютировала на 3 месте Горячей сотни «Билборда». Это стало самым высоким дебютом британской группы в этом чарте. Хотя среди всех британских исполнителей, а не только групп, ребята с этой песней только вторые — их опережает Элтон Джон, в 1997 году дебютировавший сразу на 1 месте с песней «Candle in the Wind 1997».